# هارييت بار
هارييت بار (بالإنجليزية: Harriet Parr)‏ (31 يناير 1828، يورك في المملكة المتحدة - 18 فبراير 1900 في المملكة المتحدة)؛ كاتِبة وروائية بريطانية.